# Place Saint-Jacques (Besançon)
Pour les articles homonymes, voir Place Saint-Jacques.
La place Saint-Jacques est une voie de Besançon.

## Situation et accès
La place est située dans le quartier de La Boucle et à proximité de l'esplanade des Droits-de-l'homme.
Croisements et voiries
De nombreuses rues aboutissent aboutissent la place Saint-Jacques :
- l'avenue du 8 mai 1945 ;
- la rue de l'Orme-de-Chamars ;
- le boulevard Charles-de-Gaulle ;
- l'esplanade des Droits-de-l'homme ;
- une voie routière menant au parking du centre-ville.

Transports
C'est la compagnie Ginko qui gère le transport urbain de Besançon. Le pôle Chamars se trouve sur la place Saint-Jacques, regroupant : 
- les lignes de  TRAM T1  T2 ,
- les lignes de bus  L4  L6  9  10  21  23  24  81  82  83  85  86 , les  Ginko Diabolo  D1  D2 , ainsi que la ligne  Ginko Citadelle  reliant Chamars (dont elle est le terminus) à la Citadelle de Besançon,
- Saint-Jacques regroupe aussi une station de partage de vélos VéloCité et une station de voitures libre-service Citiz.

## Historique
La place date au moins du XVIIe siècle, date de la construction de l'hôpital Saint-Jacques, qui borde le côté oriental de cette place, l'autre côté étant le parc Chamars puis les berges du Doubs.
Au début des années 2000, une réflexion a été menée, avec la mise en place de la réduction du temps de travail en milieu hospitalier et ses conséquences, sur le centre hospitalier universitaire bisontin, et son implantation sur deux sites, les hôpitaux Jean-Minjoz et Saint-Jacques. Un regroupement des services hospitaliers sur le pôle de Jean-Minjoz et alentours a commencé, libérant un espace autour de la place Saint-Jacques, un lieu appartenant à la commune. Les projets se précisent pour redonner vie à cet espace, conserver quelques éléments liés à l'histoire hospitalière, y construire de nouveaux aménagements culturels, comme une cité des savoirs, et y implanter des activités économiques.

## Bâtiments remarquables et lieux de mémoire
Le remarquable Hôpital Saint-Jacques de Besançon